# Hôtel de Vigny
Hôtel de Vigny je městský palác v Paříži. Nachází se v historické čtvrti Marais v ulici Rue du Parc-Royal č. 10 ve 3. obvodu. Stavba je chráněná jako historická památka.

## Historie
V letech 1618-1619 nechal palác vybudovat královský rada a válečný komisař Charles Margonne. V roce 1627 palác získal finančník Jacques Bordier, který jej nechal zvětšit. Objev malovaných stropů v roce 1961 vyvolal kampaň za záchranu paláce a dům byl v rámci obnovy čtvrtě Marais restaurován. Do 31. 12. 2008 zde sídlilo Národní dokumentační centrum kulturního dědictví (Centre national de documentation du patrimoin). Ministerstvo kultury prodává palác spolu se sousedícím Hôtel de Croisilles za minimální cenu 35 miliónů eur.
V roce 1928 byl strop z 18. století zanesen na seznam historických památek a v roce 1961 byly na seznam chráněných objektů připsány též fasády, střechy, dva malované trámové stropy v přízemí a velké vnitřní schodiště.